# Rejon bolszeignatowski
Rejon bolszeignatowski (ros. Большеберезниковский, erzja Покш Игнадбуе, moksza Оцю Игнатовань аймак) – jednostka administracyjna wchodząca w skład Republiki Mordowii w Rosji.
W granicach rejonu usytuowane są m.in. miejscowości: Bolszoje Ignatowo (centrum administracyjne rejonu), Staroje Czamzino, Protasowo, Andriejewka, Warmaziejka, Kirżemany, Kuczkajewo, Protasowo, Czukały. W Czukałach obywa się erzjańskie święto Raśkeń Ozks.
Część rejonu zajmuje Park Narodowy „Smolnyj”.